# Gabriel Voyer de Paulmy
Gabriel Voyer de Paulmy (* 1611 in Tours (?); † 6. oder 11. Oktober 1682 in Rodez) war ein französischer Bischof.

## Leben
Gabriel de Voyer de Paulmy war der dritte Sohn des Louis de Voyer, Herr von Paulmy und Bailli der Touraine, aus der 1605 geschlossenen Ehe mit Françoise de Larsay. Er war ein Cousin ersten Grades von René de Voyer de Paulmy d’Argenson.
1611 in der Diözese Tours geboren, erwarb er im Juli 1624 einen Abschluss als Magister artium am Collège d’Harcourt in Paris (heute Lycée Saint-Louis) und nach vier Jahren des Theologiestudiums an der Universität Paris ein Bakkalaureat in diesem Fach.
Er war erst zwei Jahre Priester, als er 1666 vom König zum Bischof (und Grafen) des Bistums Rodez ernannt und am 8. Mai 1667 von Erzbischof Péréfixe, seinem Verwandten, in der Jesuitenkirche St-Louis in Paris geweiht wurde. 1666 wurde er auch zum Almosenier des Königs bestellt.
Er war Kommendatar von St-Pierre-de-Vou und Saint-Jacques-de-la-Lande (beide OSB in der Diözese Tours, 1641) und Saint-Martin-de-Juillers (in der Diözese Saintes, 1650).
In Rodez gründete er ein Priesterseminar (Reste der Seminarkapelle unter der heutigen Mairie) und gab neue Diözesanstatuten heraus.